# Quảng Uyên (huyện)
Quảng Uyên là một huyện cũ thuộc tỉnh Cao Bằng, Việt Nam.

## Địa lý
Huyện Quảng Uyên nằm phía đông tỉnh Cao Bằng, cách thành phố Cao Bằng 37 km theo quốc lộ 3, có vị trí địa lý:
- Phía đông giáp huyện Hạ Lang
- Phía tây giáp huyện Hòa An và huyện Trà Lĩnh
- Phía nam giáp huyện Phục Hòa
- Phía bắc giáp huyện Trà Lĩnh và huyện Trùng Khánh.

Đến năm 2019, huyện Quảng Uyên có diện tích 385,73 km², dân số là 40.898 người, mật độ dân số đạt 106 người/km².

## Lịch sử

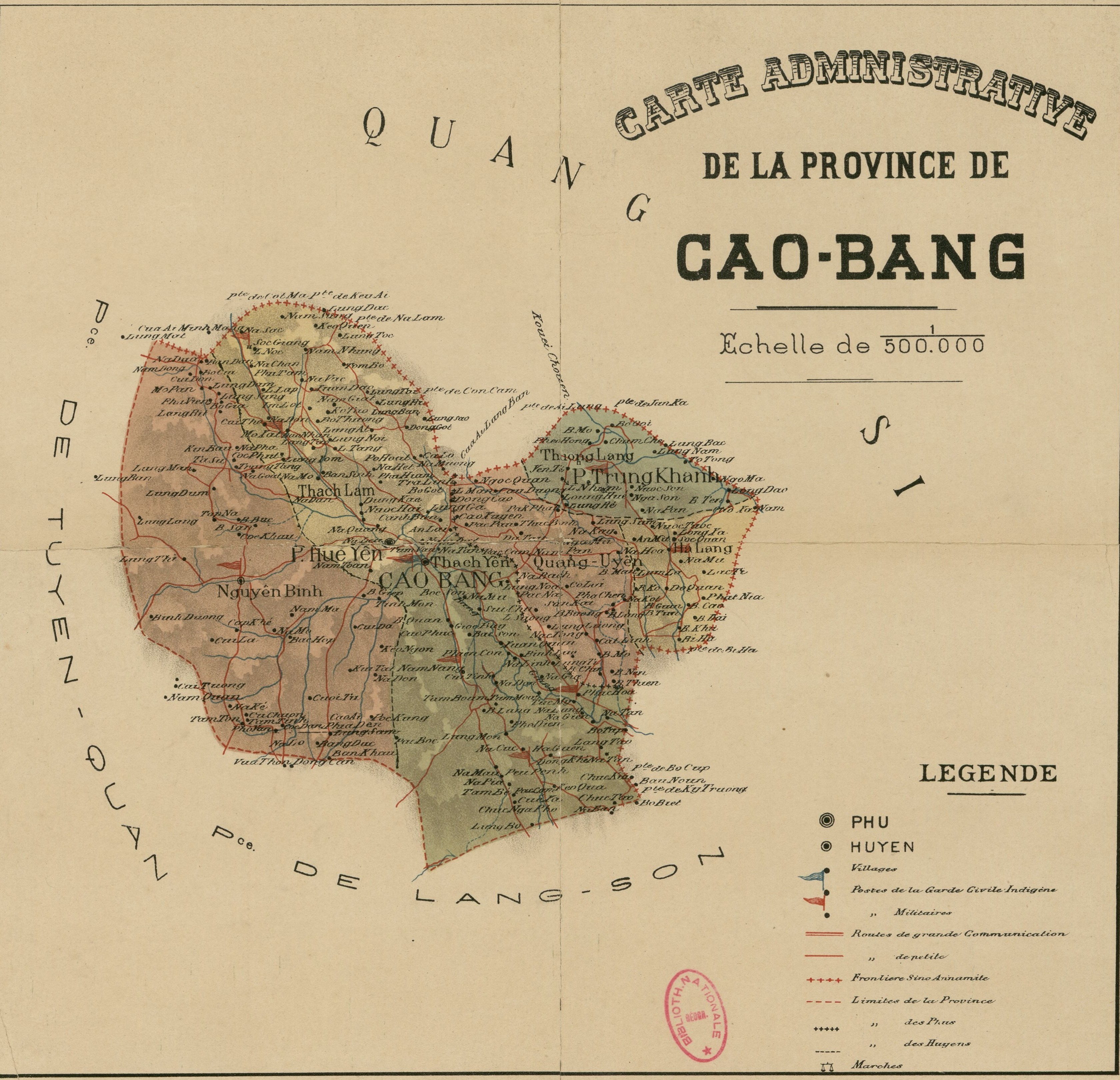
Bản đồ tỉnh Cao Bằng năm 1891

Quảng Uyên vốn là một huyện lâu đời của tỉnh Cao Bằng. Dưới thời nhà Lý, huyện có tên gọi là châu Quảng Nguyên. Đến thời Lê đổi thành châu Lộng Nguyên, sau lại đổi thành Quảng Uyên.
Năm 1893, chính quyền thực dân Pháp tách tổng Cách Linh thuộc châu Quảng Uyên để sáp nhập vào châu Phục Hòa mới thành lập.
Ngày 8 tháng 3 năm 1967, Hội đồng Chính phủ ra Quyết định 27-CP sáp nhập hai huyện Phục Hòa và Quảng Uyên thành huyện Quảng Hòa.
Huyện Quảng Hòa tồn tại cho đến năm 2001 thì lại tách ra thành hai huyện là Phục Hòa và Quảng Uyên theo Nghị định số 96/2001/NĐ-CP, gồm 1 thị trấn và 16 xã.
Ngày 1 tháng 11 năm 2010, mở rộng thị trấn Quảng Uyên trên cơ sở điều chỉnh 391,7 ha diện tích tự nhiên và 507 người của xã Chí Thảo, 161,48 ha diện tích tự nhiên và 344 người của xã Quốc Phong.
Ngày 10 tháng 1 năm 2020, Ủy ban Thường vụ Quốc hội ban hành Nghị quyết số 864/NQ-UBTVQH14 về việc sắp xếp các đơn vị hành chính cấp huyện, cấp xã thuộc tỉnh Cao Bằng (nghị quyết có hiệu lực từ ngày 1 tháng 2 năm 2020). Theo đó:
- Sáp nhập xã Quốc Phong vào thị trấn Quảng Uyên
- Sáp nhập xã Đoài Khôn vào xã Tự Do
- Sáp nhập xã Hoàng Hải vào xã Ngọc Động
- Sáp nhập xã Hồng Định vào xã Hạnh Phúc
- Sáp nhập xã Bình Lăng vào xã Độc Lập
- Sáp nhập xã Quốc Dân vào xã Phúc Sen.

Sau khi sắp xếp, huyện Quảng Uyên có thị trấn Quảng Uyên (huyện lỵ) và 10 xã: Cai Bộ, Chí Thảo, Độc Lập, Hạnh Phúc, Hồng Quang, Ngọc Động, Phi Hải, Phúc Sen, Quảng Hưng, Tự Do.
Ngày 11 tháng 2 năm 2020, Ủy ban Thường vụ Quốc hội ban hành Nghị quyết số 897/NQ-UBTVQH14 về việc sắp xếp các đơn vị hành chính cấp huyện và đổi tên đơn vị hành chính cấp xã thuộc tỉnh Cao Bằng (nghị quyết có hiệu lực từ ngày 1 tháng 3 năm 2020). Theo đó, sáp nhập huyện Quảng Uyên với huyện Phục Hòa và xã Quốc Toản thuộc huyện Trà Lĩnh vừa giải thể để tái lập huyện Quảng Hòa.